# Knight Area
Knight Area was een Nederlandse progressieve-rockband. De band werd opgericht in 2004 door de broers Joop en Gerben Klazinga. Op 10 december 2023 gaf de band haar afscheidsconcert in het Arnhemse poppodium Luxor Live.

## Biografie
Knight Area was aanvankelijk een soloproject van Gerben Klazinga. Na het verschijnen van debuutalbum The sun also rises in 2004, besloot men een band te vormen. Muzikaal sloeg de band een brug tussen retro-prog en neo-prog. De bandnaam werd ontleend aan de straat Ridderbuurt in Boskoop.
Na diverse optredens door Europa, en na onder andere een optreden op NEARfest in Amerika, verscheen in 2007 het tweede album Under a new Sign. De oorspronkelijke zevenmansformatie werd in december 2007 teruggebracht tot een bezetting van vijf muzikanten. In deze samenstelling werd ook het derde album Realm of shadows uitgebracht evenals het dubbele livealbum Rising sings from the shadows. Aan het vierde album Nine paths welke op 8 oktober 2011 is verschenen, is medewerking verleend door Charlotte Wessels, de zangeres van de symfonische metalband Delain.
In april 2012 maakte de band bekend dat Mark Vermeule de band zou gaan verlaten. Na een korte VS-tour in mei kondigde de band aan dat Mark Bogert als nieuwe gitarist is aangetrokken.
Op het iO Pages Festival 2012 ontving de band de iO Pages Award voor het album Nine paths. Deze werd uitgereikt door Ryo Okumoto, de toetsenist van Spock's Beard.
In december 2012 werd bekendgemaakt dat bassist Gijs Koopman niet langer deel uitmaakte van de band. Hij werd vervangen door Peter Vink op de basgitaar. Vink maakte eerder deel uit van Finch en Q65. Van Hoorn en Vink speelden samen op het album One eye on the sunrise van Nine Stone Close.
Medio 2013 maakte de band bekend dat er voorafgaande aan de het vijfde studioalbum een ep zou worden uitgegeven. De ep kreeg de titel Between two steps en werd op 28 september uitgegeven, de dag dat de formatie optrad op het Progmotion Festival in Uden.
Op 14 oktober 2014 werd het vijfde studio-album Hyperdrive uitgebracht. Het album is gemixt door Joost van den Broek (After Forever, Ayreon, Star One). De gitaarsolo in het nummer "Stepping Out" is van Arjen Lucassen (Ayreon, Star One). Hyperdrive is het eerste officiële album in de nieuwe bezetting.
Op 9 en 10 april 2015 trad de band voor het eerst op in Polen als voorprogramma van Arena (UK). Het optreden op 9 april 2015 in Katowice wordt op 13 november 2015 door Metal Mind Productions (Polen) uitgebracht op dvd, inclusief cd van hetzelfde optreden. De dvd/cd heeft als titel Hyperlive. De live-dvd kreeg in februari 2017 een vervolg met het zesde studio-album Heaven and beyond. Bij de titeltrack verscheen de eerste clip van de band.
In september 2018 kondigde Knight Area aan te werken aan conceptalbum over D-Day. Met de daarvoor opgezette crowdfundingsactie werd 28% van het streefbedrag van € 10.000 opgehaald. De voorbereiding van het album kreeg opnieuw een tegenslag door het vertrek van leadzanger Mark Smit in december 2018. In dezelfde maand werd een opvolger gevonden in Jan Willem Ketelaers, die onder meer bekend is door zijn werk met Ayreon en Robby Valentine.
Ook Knight Area kreeg een verplichte rustperiode door het uitbreken van de coronapandemie en de daaruit voortvloeiende maatregelen. De band kon werken aan D-Day II. Daarna kondigde de band aan het bijltje erbij neer te gooien, waarbij 10 december 2023 het afscheidsconcert werd gegeven in Luxor Live in Arnhem.

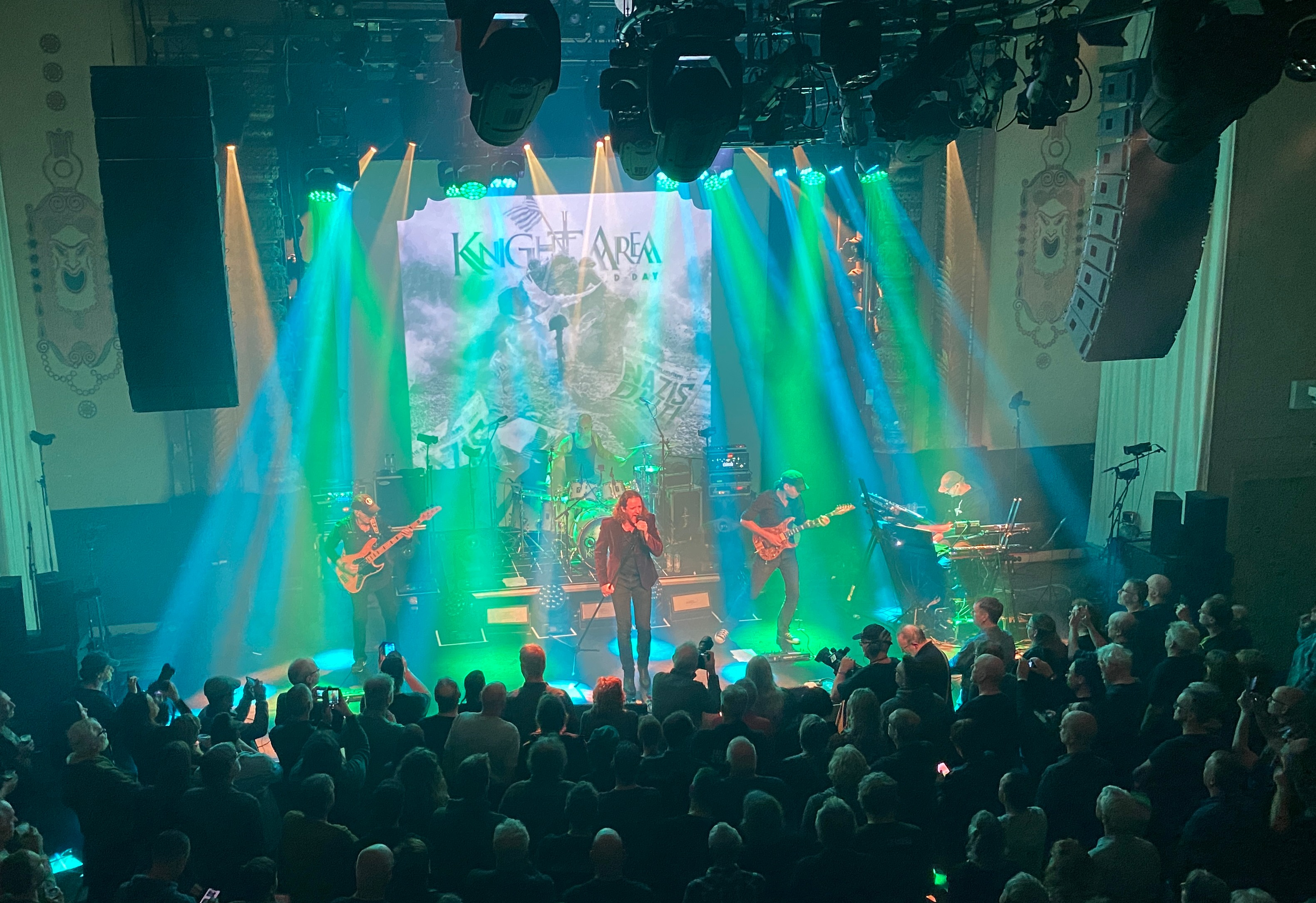
Afscheidsconcert 10-12-23
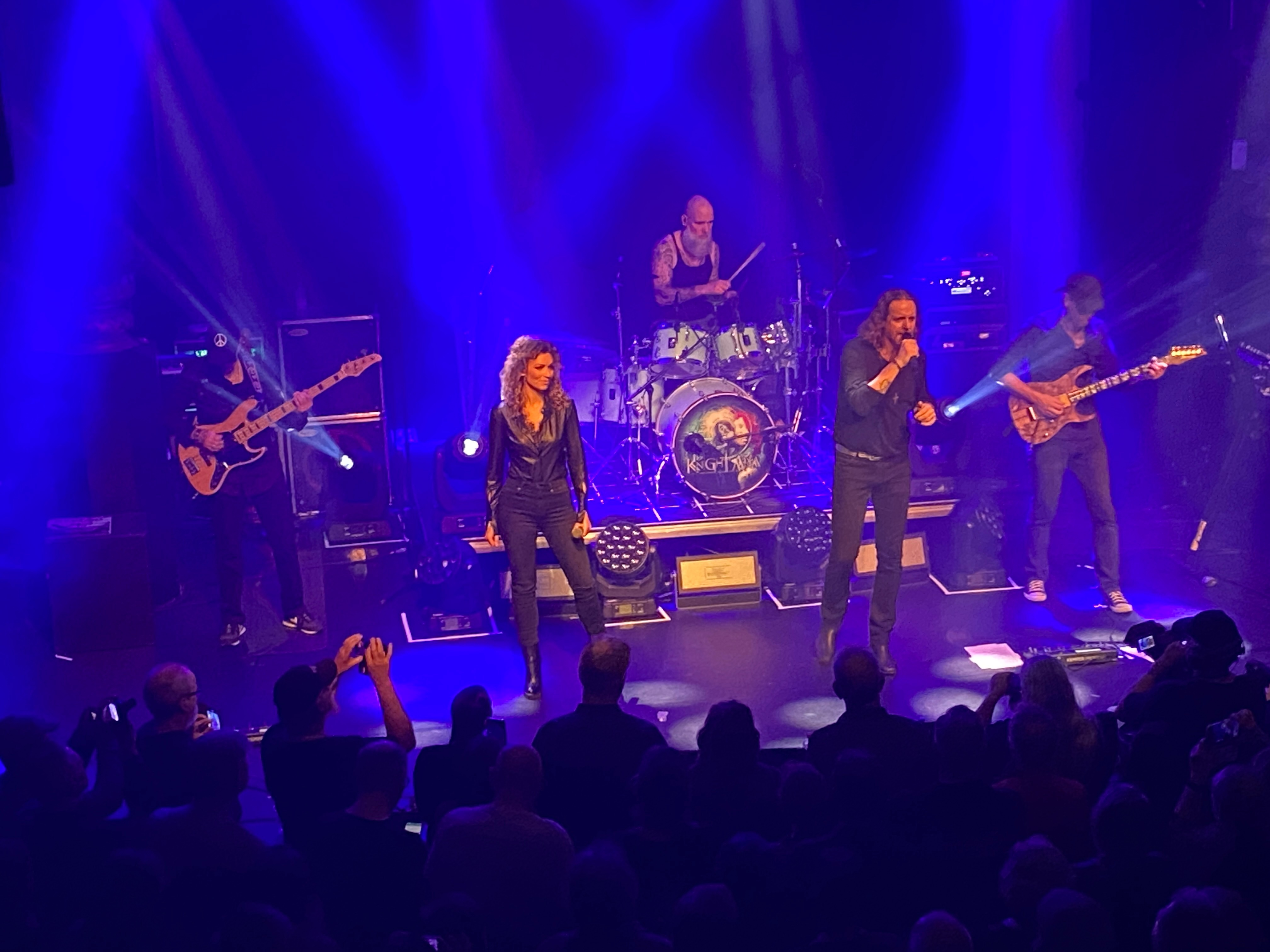
Afscheidsconcert 10-12-23

## Discografie

### Albums
| Album met eventuele hitnotering(en) in de Nederlandse Album Top 100 | Datum van verschijnen | Datum van binnenkomst | Hoogste positie | Aantal weken | Opmerkingen    |
| ------------------------------------------------------------------- | --------------------- | --------------------- | --------------- | ------------ | -------------- |
| The sun also rises                                                  | 2004                  | -                     | -               | -            |                |
| Under a new sign                                                    | 2007                  | -                     | -               | -            |                |
| Realm of shadows                                                    | 2009                  | -                     | -               | -            |                |
| Rising Signs from the Shadows (live)                                | 2010                  | -                     | -               | -            | Livealbum      |
| Nine paths                                                          | 28-10-2011            | -                     | -               | -            |                |
| Between two steps                                                   | 2013                  | -                     | -               | -            | Extended play  |
| Hyperdrive                                                          | 17-10-2014            | -                     | -               | -            |                |
| Hyperlive                                                           | 2015                  | -                     | -               | -            | Livealbum, dvd |
| Heaven and beyond                                                   | 10-02-2017            | 18-02-2017            | 38              | 1            |                |
| D-Day                                                               | 20-09-2019            | 28-09-2019            | 74              | 1            |                |
| D-day II: The final chapter                                         | 04-03-2022            | -                     | -               | -            |                |

## Bezetting

##### Laatste bezetting
- Jan Willem Ketelaers - zang (2018-2023)
- Gerben Klazinga - toetsinstrumenten, achtergrondzang (2004-2023)
- Mark Bogert - gitaar (2012-2023)
- Pieter van Hoorn - drums, achtergrondzang (2004-2023)
- Peter Vink - basgitaar (2012-2023)

##### Ex-leden
- Joop Klazinga - toetsinstrumenten, fluit
- Rinie Huigen - gitaar, achtergrondzang
- Mark Vermeule - gitaar, achtergrondzang
- Gijs Koopman - basgitaar, Moog baspedalen
- Mark Smit - zang, toetsinstrumenten